# Józef Benedykt Cottolengo
Józef Benedykt Cottolengo (ur. 3 maja 1786 w Bra; zm. 30 kwietnia 1842) – włoski prezbiter, święty Kościoła katolickiego. 
Urodził się wielodzietnej rodzinie. Wstąpił do seminarium, a w 1811 roku otrzymał święcenia kapłańskie. W 1818 roku mianowano go kanonikiem Kościoła Bożego Ciała w Turynie. Pewnego dnia młoda kobieta, ciężko chora na gruźlicę nie została przyjęta do szpitala, aby nie zaraziła innych pacjentów. Wówczas została umieszczona w baraku i tam zmarła, w obecności Cottolengo. Po tym wydarzeniu Józef kupił domek dla bezdomnych i chorych. Potem doszło do wybuchu epidemii cholery i wówczas, w 1832 roku, wynajął szopę na polach, gdzie gromadzili się chorzy. Powstał także szpital pod nazwą Mały Domek Bożej Opatrzności. Zmarł mając zaledwie 55 lat, w opinii świętości.
Został beatyfikowany przez papieża Benedykta XV w 1917 roku, a kanonizowany przez papieża Piusa XI w 1933 roku.